# Zorille commune
Ictonyx striatus
Espèce
Statut de conservation UICN

 LC  : Préoccupation mineure
Statut CITES
La Zorille commune (Ictonyx striatus) est une espèce de carnivores de la famille des Mustélidés, fréquente en Afrique subsaharienne. Ce mammifère terrestre de taille moyenne peut projeter à distance une odeur nauséabonde provenant du contenu de ses glandes anales.
Cette espèce a été décrite pour la première fois en 1810 par le naturaliste britannique George Perry (né en 1771).

## Dénominations
- Nom scientifique : Ictonyx striatus  (Perry, 1810)
- Noms vulgaires (vulgarisation scientifique) : zorille commune[2].
- Noms vernaculaires (langage courant), pouvant désigner éventuellement d'autres espèces : zorille[2],[3],[4] ou zorilla[4].

## Description de l'espèce
- Longueur (sans la queue) : 30 cm en moyenne
- Longueur de la queue : 20 à 30 cm
- Poids du mâle : 1,4 kg
- Poids de la femelle : 1 kg.

Elle peut vivre 15 ans.

## Habitat et répartition

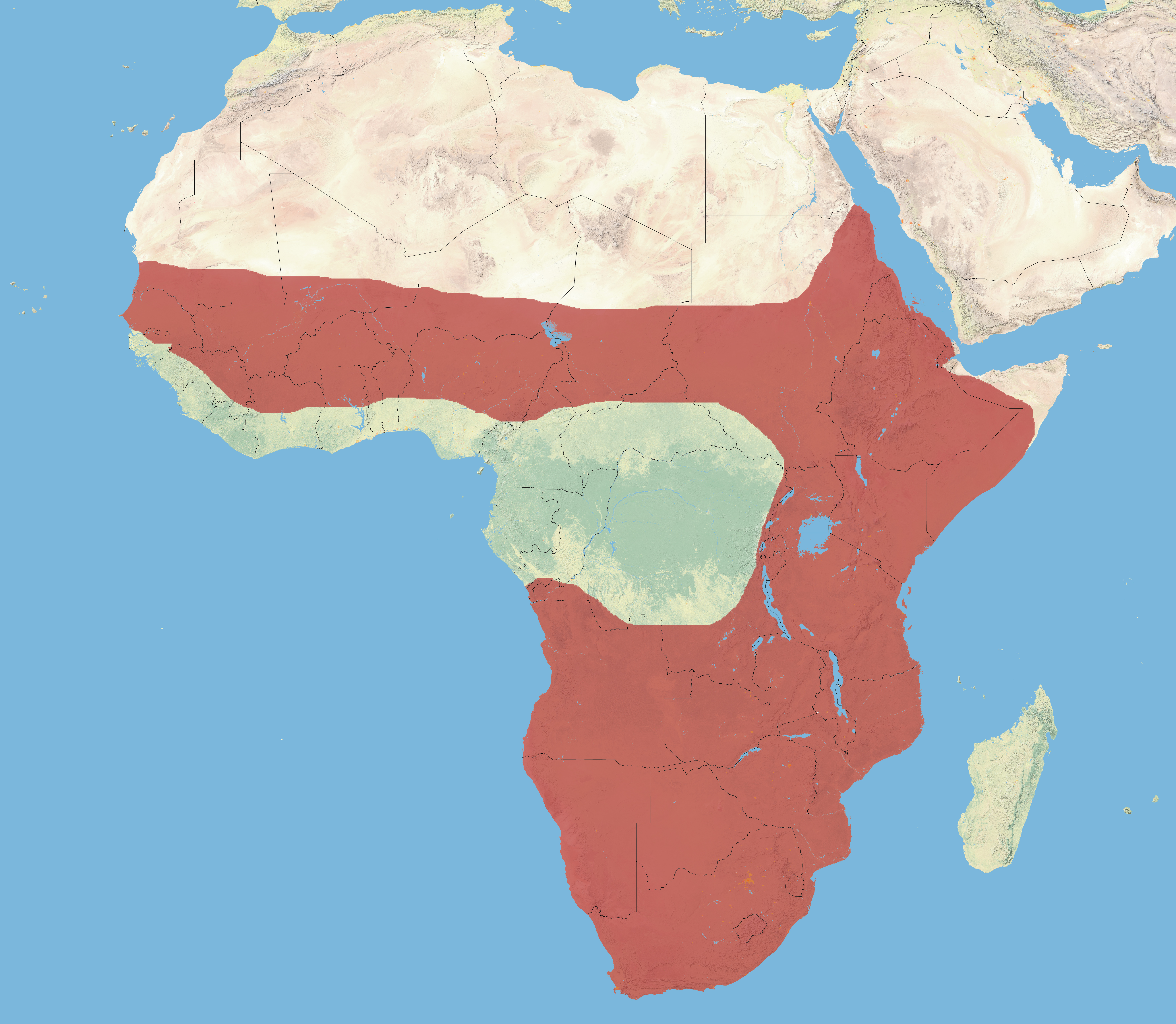
Carte de répartition de Ictonyx striatus en Afrique

## Liste des sous-espèces
Selon Mammal Species of the World (version 3, 2005)  (1 juin 2013)  et Catalogue of Life (1 juin 2013) :
- sous-espèce Ictonyx striatus albescens Heller, 1913
- sous-espèce Ictonyx striatus arenarius Roberts, 1924
- sous-espèce Ictonyx striatus elgonis Granvik, 1924
- sous-espèce Ictonyx striatus erythreae de Winton, 1898
- sous-espèce Ictonyx striatus ghansiensis Roberts, 1932
- sous-espèce Ictonyx striatus giganteus Roberts, 1932
- sous-espèce Ictonyx striatus intermedius Anderson & de Winton, 1902
- sous-espèce Ictonyx striatus kalaharicus Roberts, 1932
- sous-espèce Ictonyx striatus lancasteri Roberts, 1932
- sous-espèce Ictonyx striatus limpopoensis Roberts, 1917
- sous-espèce Ictonyx striatus maximus Roberts, 1924
- sous-espèce Ictonyx striatus obscuratus de Beaux, 1924
- sous-espèce Ictonyx striatus orangiae Roberts, 1924
- sous-espèce Ictonyx striatus ovamboensis Roberts, 1951
- sous-espèce Ictonyx striatus pretoriae Roberts, 1924
- sous-espèce Ictonyx striatus senegalensis (J. B. Fischer, 1829)
- sous-espèce Ictonyx striatus shoae Thomas, 1906
- sous-espèce Ictonyx striatus shortridgei Roberts, 1932
- sous-espèce Ictonyx striatus striatus (Perry, 1810)